# Mantachie
Mantachie é uma cidade  localizada no estado americano de Mississippi, no Condado de Itawamba.

## Demografia
Segundo o censo americano de 2000, a sua população era de 1107 habitantes.
Em 2006, foi estimada uma população de 1131, um aumento de 24 (2.2%).

## Geografia
De acordo com o United States Census Bureau tem uma área de
10,2 km², dos quais 10,2 km² cobertos por terra e 0,0 km² cobertos por água.

## Localidades na vizinhança
O diagrama seguinte representa as localidades num raio de 24 km ao redor de Mantachie.